# Kenilworth Road
Kenilworth Road é um estádio de futebol em Luton, Bedfordshire, Inglaterra. É a casa do Luton Town Football Club desde 1905.